# Bausmühle
Die Bausmühle ist eine ehemalige Wassermühle im Stadtteil Wald der bergischen Großstadt Solingen.

## Geographie
Die Bausmühle liegt am Zusammenfluss des Holzer und des Nümmener Bachs mit der Itter nahe der Hofschaft Eschbach im Norden Walds. Unmittelbar benachbart liegen der Baus- und der Zieleskotten. Im Norden liegen Itterbruch und Holz, im Süden Buckert und im Westen befindet sich Knynsbusch.

## Etymologie
Die Bausmühle ist eine Mühle der Besitzerfamilie Baus. Namensgeber war der Gräfrather Bürgermeister und Kaufmann Johann Peter Baus, der den ehemaligen Schleifkotten 1766/67 in eine Mühle umwandelte, die fortan auch seinen Namen trug. Für den ursprünglichen Kotten war auch die Bezeichnung 2. Bauskotten gebräuchlich.

## Geschichte
Die Wurzeln der Bausmühle liegen in einem an der Stelle der späteren Fruchtmühle von dem Schleifer Johann Baus betriebenen Schleifkotten. Baus betrieb bereits zuvor den benachbarten Bauskotten.:36f. In dem Kartenwerk Topographia Ducatus Montani von Erich Philipp Ploennies, Blatt Amt Solingen, aus dem Jahre 1715 ist dieser Kotten noch ohne Namen verzeichnet. Er gehörte zur Honschaft Itter innerhalb des Amtes Solingen. Die Topographische Aufnahme der Rheinlande von 1824 und die Preußische Uraufnahme von 1844 zeigen den Kotten ebenfalls unbeschriftet.
Das Kotten- beziehungsweise Mühlgebäude, ein kleines Fachwerkhaus mit hohem Bruchsteinsockel unter einem Mansardwalmdach, wurde vermutlich im Jahre 1728 errichtet. Der Sohn von Johann Baus, der Gräfrather Bürgermeister und Kaufmann Johann Peter Baus, wandelte den Kotten 1766/67 in eine Mahlmühle um.:36f.
Nach Gründung der Mairien und späteren Bürgermeistereien Anfang des 19. Jahrhunderts gehörte die Bausmühle zur Bürgermeisterei Wald. 1815/16 lebten 20, im Jahr 1830 23 Menschen im als Weiler bezeichneten Bausmühle. 1832 war der Ort Teil der Ersten Dorfhonschaft innerhalb der Bürgermeisterei Wald, dort lag er in der Flur II. (Holz). Der nach der Statistik und Topographie des Regierungsbezirks Düsseldorf als Fruchtmühle kategorisierte Ort besaß zu dieser Zeit ein öffentliches Gebäude, drei Wohnhäuser, eine Mühle und zwei landwirtschaftliche Gebäude. Zu dieser Zeit lebten zwölf Einwohner im Ort, davon einer katholischen und elf evangelischen Bekenntnisses. Die Gemeinde- und Gutbezirksstatistik der Rheinprovinz führt den Ort 1871 mit zwei Wohnhäusern und elf Einwohnern auf. Im Gemeindelexikon für die Provinz Rheinland von 1888 werden für Bausmühle zwei Wohnhäuser mit 15 Einwohnern angegeben. 1895 besitzt der Ortsteil zwei Wohnhäuser mit 14 Einwohnern, 1905 werden zwei Wohnhäuser und 13 Einwohner angegeben.
Nordöstlich der Mühle, bei der Hofschaft Eschbach, lag ein Mühlenteich, der später trockengelegt wurde. Mit der Städtevereinigung zu Groß-Solingen im Jahre 1929 wurde die Bausmühle ein Teil Solingens. Der Mahlbetrieb wurde im Jahre 1942 eingestellt und die Mühle in ein Wohnhaus umgewandelt. Im Jahre 1968 wurden auf dem Gelände der Bausmühle mit Morgens um sieben ist die Welt noch in Ordnung und Wenn süß das Mondlicht auf den Hügeln schläft zwei Spielfilme gedreht.:36f. Das ehemalige Mühlgebäude mit der Adresse Kotzerter Straße 11, 11a steht seit dem 22. Januar 1985 unter Denkmalschutz.